# Gerald Ashworth
Gerald Howard (Gerry) Ashworth (Haverhill (Massachusetts), 1 mei 1942) is een voormalige Amerikaanse atleet, die gespecialiseerd was in de sprint. Hij werd olympisch kampioen op de 4 × 100 m estafette en liep verschillende wereldrecords.
Op de Olympische Spelen van 1964 in Tokio werd hij als tweede loper olympisch kampioen op de 4 × 100 m estafette. De Amerikaanse estafetteploeg, bestaande uit Otis Drayton, Gerald Ashworth, Richard Stebbins en Robert Hayes, verbeterde op 21 oktober 1964 het wereldrecord op deze afstand tot 39,0 s.

## Titels
- Olympisch kampioen 4 × 100 m estafette - 1964

## Wereldrecords
| afstand             | tijd   | jaar |
| ------------------- | ------ | ---- |
| 60 yd               | 6,1 s  | 1961 |
| 100 yd              | 9,4 s  | 1962 |
| 4 × 100 m estafette | 39,0 s | 1964 |

## Palmares

### 4 × 100 m estafette
- 1964:  OS - 39,0 s (WR)

1912: Jacobs, Macintosh, d'Arcy, Applegarth ·
1920: Paddock, Scholz, Murchison, Kirksey ·
1924: Clarke, Hussey, Leconey, Murchison ·
1928: Wykoff, Quinn, Borah, Russell ·
1932: Kiesel, Toppino, Dyer, Wykoff ·
1936: Owens, Metcalfe, Draper, Wykoff ·
1948: Ewell, Wright, Dillard, Patton ·
1952: Smith, Dillard, Remigino, Stanfield ·
1956: Murchison, King, Baker, Morrow ·
1960: Cullmann, Hary, Mahlendorf, Lauer ·
1964: Drayton, Ashworth, Stebbins, Hayes ·
1968: Greene, Pender, Smith, Hines ·
1972: Black, Taylor, Tinker, Hart ·
1976: Glance, Jones, Hampton, Riddick ·
1980: Moeravjov, Sidorov, Prokofjev, Aksinin ·
1984: Graddy, Brown, Smith, Lewis ·
1988: Bryzgin, Krylov, Moeravjov, Savin ·
1992: Marsh, Burrell, Mitchell, Lewis ·
1996: Esmie, Gilbert, Surin, Bailey ·
2000: Drummond, Williams, Lewis, Greene ·
2004: Gardener, Campbell, Devonish, Lewis-Francis ·
2008: Bledman, Burns, Callender, Thompson ·
2012: Carter, Frater, Blake, Bolt ·
2016: Powell, Blake, Ashmeade, Bolt ·
2020: Desalu, Jacobs, Patta, Tortu ·
2024: Brown, Blake, Rodney, De Grasse